# Hůrky (Zahrádka)
Hůrky jsou malá vesnice, část obce Zahrádka v okrese Plzeň-sever v Plzeňském kraji. Nachází se asi 1,5 kilometru západně od Zahrádky. Vede tudy silnice II/204. Hůrky leží v katastrálním území Hůrky u Zahrádky o rozloze 6,88 km².

## Název
Název vesnice je odvozen ze slova hórka ve významu malá hora. V historických pramenech se objevuje ve tvarech: Gorki (1115), Hork (1252), Horka (1379), w huorcze (1525), Hurka (1654), Horka a Hurka (1788) a Hurkau nebo Horka (1838).

## Historie
První písemná zmínka o vesnici pochází z roku 1115.

## Obyvatelstvo
Při sčítání lidu v roce 1921 zde žilo 165 obyvatel (z toho 73 mužů), z nichž bylo pět Čechoslováků a 160 Němců. Všichni byli římskými katolíky. Podle sčítání lidu z roku 1930 měla vesnice 171 obyvatel: šestnáct Čechoslováků a 155 Němců. S výjimkou jednoho člena nezjišťovaných církví se hlásili k římskokatolické církvi.
| Rok            | 1869 | 1880 | 1890 | 1900 | 1910 | 1921 | 1930 | 1950 | 1961 | 1970 | 1980 | 1991 | 2001 | 2011 | 2021 |
| -------------- | ---- | ---- | ---- | ---- | ---- | ---- | ---- | ---- | ---- | ---- | ---- | ---- | ---- | ---- | ---- |
| Počet obyvatel | 188  | 195  | 192  | 167  | 168  | 165  | 171  | 93   | 93   | 75   | 53   | 45   | 46   | 50   | 61   |
| Počet domů     | 30   | 32   | 32   | 33   | 34   | 34   | 37   | 31   | 19   | 17   | 16   | 23   | 23   | 23   | 28   |

## Obecní správa
Při sčítání lidu v roce 1869 Hůrky byly osadou obce Zahrádka v okrese Kralovice. V letech 1880–1962 byly samostatnou obcí, se kterým patřily nejprve do okresu Kralovice, ale v roce 1950 v okrese Plasy a později v okrese Plzeň-sever. Od 1. ledna 1963 do 30. června 1980 byly částí obce Zahrádka v okrese Plzeň-sever. Od 1. července 1980 do 31. prosince 1991 byly částí města Všeruby v okrese Plzeň-sever. Od 1. ledna 1992 jsou opět částí obce Zahrádka v okrese Plzeň-sever.

## Pamětihodnosti
- Kaplička
- Venkovské usedlosti čp. 1, 2 a 3
- Brána u čp. 5